# 1,3-二甲基脲
1,3-二甲基脲（或称为：N,N'-二甲基脲）是一种含氮有机化合物，分子式C3H8N2O，属尿素衍生物，常温常压下为无色结晶粉末，用于合成咖啡因、茶碱等。